# 拉瓦莱 (默兹省)
拉瓦莱（法語：Lavallée，法語發音：[lavale]）是法国默兹省的一个市镇，属于科梅尔西区。

## 地理
拉瓦莱（48°48'51"N, 5°20'38"E）面积12.58 平方千米，位于法国大東部大區默兹省，该省份为法国西北部内陆省份，北与比利时接壤，西接马恩省和阿登省，南至上马恩省和孚日省，东临默尔特-摩泽尔省。
与拉瓦莱接壤的市镇（或旧市镇、城区）包括：达贡维尔、埃里兹圣迪济耶、热里、勒翁库尔、艾尔河畔利涅尔、卢瓦塞、萨尔马涅。

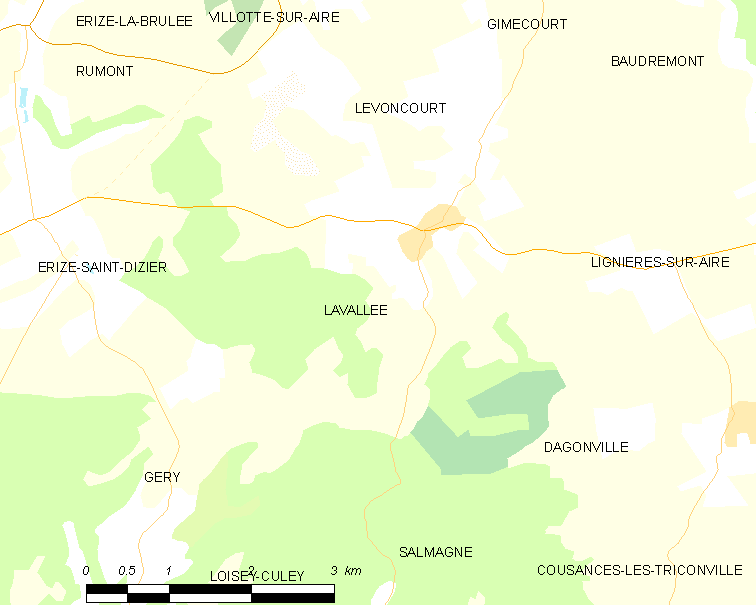
的OSM定位图

拉瓦莱的时区为UTC+01:00、UTC+02:00（夏令时）。

## 行政
拉瓦莱的邮政编码为55260，INSEE市镇编码为55282。

## 政治
拉瓦莱所属的省级选区为默兹河畔迪约县。

## 人口

1962-2008年间人口变化图示

拉瓦莱于2022年1月1日时的人口数量为87人。